# Rędziny (Basse-Silésie)
Pour les articles homonymes, voir Rędziny.
Rędziny est une localité polonaise de la gmina et du powiat de Kamienna Góra en voïvodie de Basse-Silésie.